# Meggeckessou
Meggeckessou, selo Unami Indijanaca iz 1659. godine, ogranka Delawaraca, porodica Algonquian. Nalazilo se na Trenton Fallsu u New Jerseyu na rijeci Delaware.
Ostali nazivi za njega kod ranih autora su Mecheckesiouw i Meggeckesjouw.